# Elachista drenovoi
Elachista drenovoi is een vlinder uit de familie grasmineermotten (Elachistidae). De wetenschappelijke naam is voor het eerst geldig gepubliceerd in 1981 door Parenti.
De soort komt voor in Europa.